# Mister Majestic
Mister Majestic, il cui vero nome è Majestros (insignito del titolo di Lord sul suo pianeta di origine), è un personaggio dei fumetti creato da Jim Lee e H.K. Proger, pubblicato dalla WildStorm, poi passata sotto l'egida del colosso DC Comics. È più comunemente noto come Mr. Majestic.
Mr. Majestic è uno dei personaggi più importanti nell'universo fumettistico Wildstorm, dotato di poteri straordinari, che lo rendono il più potente dei supereroi di questo mondo, in cui riveste essenzialmente, con alcuni distinguo, il ruolo di Superman nel cosmo DC.

## Personalità
Mr Majestic è un Lord di Khera ed un guerriero reduce da migliaia di anni di guerra su vari pianeti, fiero e potente come ogni Lord di Khera. Non smette mai di far pesare questo fatto con il suo atteggiamento da nobile nei confronti dei colleghi umani, questo provoca dissidi e scontri verbali, specie con Grifter. Ha un grande senso dell'onore.
Non mostra mai emozioni di nessun tipo e spesso rimane impassibile agli eventi. Al ritorno dei Wildcats originali sparisce spesso dalla scena intervenendo in alcuni scontri che coinvolgono i suoi compagni di battaglia.

## Biografia del personaggio
Mr Majestic, alias Lord Majestros appartiene alla razza aliena dei Cherubini (provenienti dal pianeta Khera) che per millenni si sono opposti alla razza dei Deamoniti in una guerra che si sposta lungo tutto il cosmo.
Migliaia di anni fa infuriò una battaglia nel nostro sistema solare che provocò l'ammaraggio delle due razze sul nostro pianeta. La guerra proseguì sul nostro mondo influenzando la storia e la mitologia, in quanto entrambe le razze sono dotate di una longevità tale da essere considerati immortali.
Mr Majestic ha fatto parte negli anni sessanta del Team 1, un gruppo di supereroi fondato dal governo USA insieme a Lord Emp e Zelota diventando popolare fra la gente comune. Ad un certo punto sparì dalla scena, mettendosi in esilio in Groenlandia (viveva in solitudine in mezzo ai ghiacci), ignorando anche la guerra contro i Deamoniti. Non venne mai chiarito quale fu il motivo di questa scelta drastica, sebbene alcuni spunti siano forniti da una bambola di pezza abbandonata nella casa tra i ghiacci.
Quando l'originale gruppo Wildcats sparì nell'esplosione di una nave spaziale, Veggente (o Savant, sorella di Zelota) convince Lord Majestros a tornare ed a mettersi alla guida della nuova formazione del supergruppo.
Da notare che durante il crossover Fuoco dal Cielo, si scoprì che Mr. Majestic uccise John Kolt membro del Team one, Lord Kerubino e amante di Zelota. John era ammalato di uno strano cancro e chiese a Mr. Majestic di terminarlo. La personalità del Lord fu in seguito scaricata all'interno di Spartan.
A seguito della catastrofe globale tornerà nuovamente tra le file dei Wildcats dopo un nuovo periodo di allontanamento. Mr. Majestic durante lo svolgersi della catastrofe ha protetto le Hawaii limitando quasi completamente i danni. In seguito si occuperà della ricostruzione del pianeta con gli altri supereroi.

## Poteri e abilità
Oltre ad essere un grande combattente ed un esperto lottatore Mr. Majestic possiede un quoziente intellettivo geniale ed è dotato di una vasta gamma di poteri superumani; i principali dei quali sono gli stessi superpoteri che caratterizzano Superman, ovvero:
- Forza sovrumana
- Super velocità (in particolari condizioni può superare la velocità della luce)
- Resistenza sovrumana
- Vista a raggi X (e microscopica)
- Vista calorifica (un fascio laser dagli occhi in grado di surriscaldare e fondere oggetti e ustionare le persone, di cui può controllare l'intensità)
- Soffio congelante (soffiando è in grado di generare temperature artiche con cui congelare oggetti e persone)
- Invulnerabilità
- Volo

Inoltre possiede dei sensi incredibilmente acuti e la sua natura di Cherubino gli consente l'emissione di energia, la sopravvivenza nello spazio aperto ed una longevità di gran lunga superiore a quella umana che lo rende quasi immortale. In più possiede poteri psionici di telepatia e telecinesi anch'essi derivati dalla natura Cherubina del personaggio.

## Altre versioni
- In un viaggio temporale Grifter conosce un Majestic diverso, che ha perso la sua imperturbabilità e si è innamorato di un'umana. L'incontro lo lascia con una domanda, che mai ha avuto risposta, sulle cause di un tale cambiamento.
- Mr Majestic appare oramai vecchio in una miniserie, che vaga in solitudine per lo spazio in un futuro devastato da una catastrofe cosmica e viene assorbito da un'entita aliena che si scoprirà essere Spartan.
- Il personaggio appare inoltre in un episodio della serie televisiva a cartoni animati La sfera del tempio orientale.